# Faisal Bin Shamlan
Faisal Othman Bin Shamlan (1934 – Aden, 1 de janeiro de 2010) foi um político, intelectual, tecnocrata, reformista e personalidade pública iemenita. Ele era membro do parlamento iemenita, que ocupou o cargo de ministro do Petróleo e Recursos Minerais no período pós-unificação do governo do Iêmen. Foi também candidato à presidência.
Bin Shamlan morreu em janeiro de 2010, após uma longa batalha contra o câncer e ter procurado tratamento fora de seu país.